# Temporada 1985-86 de los Phoenix Suns
La temporada 1985-86 fue la decimoctava de los Phoenix Suns en la NBA. La temporada regular acabó con 32 victorias y 50 derrotas, ocupando el noveno puesto de la Conferencia Oeste, no logrando clasificarse para los playoffs.

## Elecciones en elDraft
| Ronda | Puesto | Jugador          | Posición | Nacionalidad   | Universidad/Club |
| ----- | ------ | ---------------- | -------- | -------------- | ---------------- |
| 1     | 10     | Ed Pinckney      | Forward  | Estados Unidos | Villanova        |
| 2     | 32     | Nick Vanos       | Center   | Estados Unidos | Santa Clara      |
| 4     | 78     | Granger Hall     | Forward  | Estados Unidos | Temple           |
| 7     | 148    | Georgi Glouchkov | Forward  | Bulgaria       | Akademik Varna   |

## Temporada regular
| División Pacífico        | División Pacífico | División Pacífico | División Pacífico | División Pacífico | División Pacífico | División Pacífico | División Pacífico | División Pacífico |
| Equipo                   | G                 | P                 | %                 | PD                | Casa              | Fuera             | Div               |                   |
| ------------------------ | ----------------- | ----------------- | ----------------- | ----------------- | ----------------- | ----------------- | ----------------- | ----------------- |
| y-Los Angeles Lakers     | 62                | 20                | .756              | –                 | 35–6              | 27–14             | 23–7              |                   |
| x-Portland Trail Blazers | 40                | 42                | .488              | 22                | 27–14             | 13–28             | 18–12             |                   |
| Phoenix Suns             | 32                | 50                | .390              | 30                | 23–18             | 9–32              | 16–14             |                   |
| Los Angeles Clippers     | 32                | 50                | .390              | 30                | 22–19             | 10–31             | 10–20             |                   |
| Seattle SuperSonics      | 31                | 51                | .378              | 31                | 24–17             | 7–34              | 11–19             |                   |
| Golden State Warriors    | 30                | 52                | .366              | 32                | 24–17             | 6–35              | 12–18             |                   |

## Estadísticas
| Rk | Jugador          | Edad | P  | PT | MP   | TC  | TCI  | %TC  | T3  | T3I | %T3  | TL  | TLI | %TL  | RO  | RD  | RT  | AS  | RB  | TAP | BP  | FP  | PTS  |
| -- | ---------------- | ---- | -- | -- | ---- | --- | ---- | ---- | --- | --- | ---- | --- | --- | ---- | --- | --- | --- | --- | --- | --- | --- | --- | ---- |
| 1  | Larry Nance      | 26   | 73 | 69 | 34.0 | 8.0 | 13.7 | .581 | 0.0 | 0.1 | .000 | 4.2 | 6.1 | .698 | 2.3 | 6.2 | 8.5 | 3.3 | 1.0 | 1.8 | 2.9 | 3.4 | 20.2 |
| 2  | Jay Humphries    | 23   | 82 | 82 | 33.3 | 4.3 | 9.0  | .479 | 0.0 | 0.4 | .138 | 2.4 | 3.1 | .767 | 0.7 | 2.5 | 3.2 | 6.4 | 1.6 | 0.1 | 2.3 | 2.7 | 11.0 |
| 3  | Walter Davis     | 31   | 70 | 62 | 32.0 | 8.9 | 18.4 | .485 | 0.3 | 1.1 | .237 | 3.7 | 4.4 | .843 | 0.8 | 2.1 | 2.9 | 5.2 | 1.4 | 0.0 | 3.1 | 2.2 | 21.8 |
| 4  | Alvan Adams      | 31   | 78 | 45 | 25.7 | 4.4 | 8.7  | .502 | 0.0 | 0.0 | .000 | 2.0 | 2.6 | .783 | 1.9 | 4.2 | 6.1 | 4.2 | 1.3 | 0.6 | 2.6 | 3.5 | 10.8 |
| 5  | James Edwards    | 30   | 52 | 51 | 25.3 | 6.1 | 11.3 | .542 | 0.0 | 0.0 |      | 4.1 | 5.8 | .702 | 1.5 | 4.3 | 5.8 | 1.4 | 0.4 | 0.6 | 2.5 | 3.8 | 16.3 |
| 6  | Bernard Thompson | 23   | 61 | 20 | 21.0 | 3.2 | 6.5  | .489 | 0.0 | 0.0 | .000 | 2.1 | 2.6 | .809 | 1.0 | 1.4 | 2.3 | 2.2 | 0.8 | 0.2 | 1.5 | 2.5 | 8.5  |
| 7  | Sedric Toney     | 23   | 10 | 0  | 20.6 | 2.6 | 5.9  | .441 | 0.3 | 1.0 | .300 | 2.0 | 3.0 | .667 | 0.3 | 2.0 | 2.3 | 2.6 | 0.5 | 0.0 | 1.9 | 1.8 | 7.5  |
| 8  | Mike Sanders     | 25   | 82 | 5  | 20.0 | 4.2 | 8.2  | .513 | 0.0 | 0.2 | .200 | 2.5 | 3.1 | .809 | 1.3 | 2.1 | 3.3 | 1.8 | 0.9 | 0.4 | 1.7 | 2.9 | 11.0 |
| 9  | Ed Pinckney      | 22   | 80 | 24 | 20.0 | 3.2 | 5.7  | .558 | 0.0 | 0.0 | .000 | 2.1 | 3.2 | .673 | 1.2 | 2.7 | 3.9 | 1.1 | 0.9 | 0.5 | 1.9 | 2.4 | 8.5  |
| 10 | Nick Vanos       | 22   | 11 | 0  | 18.4 | 2.1 | 6.5  | .319 | 0.0 | 0.0 |      | 0.7 | 2.1 | .348 | 1.9 | 3.5 | 5.5 | 1.5 | 0.2 | 0.5 | 1.8 | 3.1 | 4.9  |
| 11 | Charles Jones    | 24   | 43 | 18 | 17.3 | 1.7 | 3.8  | .457 | 0.0 | 0.0 | .000 | 1.2 | 2.3 | .510 | 1.5 | 3.0 | 4.5 | 1.2 | 0.7 | 0.6 | 1.3 | 2.0 | 4.7  |
| 12 | Charles Pittman  | 27   | 69 | 17 | 16.4 | 1.8 | 3.2  | .583 | 0.0 | 0.0 |      | 1.4 | 2.0 | .702 | 1.4 | 2.1 | 3.6 | 0.8 | 0.5 | 0.3 | 1.6 | 2.0 | 5.1  |
| 13 | Michael Holton   | 24   | 4  | 0  | 16.3 | 1.0 | 5.0  | .200 | 0.0 | 0.5 | .000 | 1.0 | 1.5 | .667 | 0.3 | 0.5 | 0.8 | 1.8 | 0.5 | 0.0 | 1.0 | 1.8 | 3.0  |
| 14 | Georgi Glouchkov | 26   | 49 | 16 | 15.8 | 1.7 | 4.3  | .402 | 0.0 | 0.0 |      | 1.4 | 2.5 | .574 | 0.6 | 2.7 | 3.3 | 0.7 | 0.5 | 0.5 | 1.6 | 2.5 | 4.9  |
| 15 | Rod Foster       | 25   | 48 | 0  | 14.7 | 1.8 | 4.5  | .390 | 0.2 | 0.7 | .281 | 0.5 | 0.7 | .719 | 0.2 | 1.0 | 1.2 | 2.5 | 0.5 | 0.0 | 1.3 | 1.6 | 4.2  |
| 16 | Rick Robey       | 30   | 46 | 1  | 13.7 | 1.6 | 4.2  | .377 | 0.0 | 0.1 | .000 | 0.7 | 1.0 | .688 | 0.9 | 2.3 | 3.2 | 1.3 | 0.4 | 0.1 | 1.4 | 2.0 | 3.8  |
| 17 | Devin Durrant    | 25   | 4  | 0  | 12.8 | 2.0 | 5.3  | .381 | 0.0 | 0.0 |      | 0.3 | 1.0 | .250 | 0.5 | 1.5 | 2.0 | 1.3 | 0.8 | 0.0 | 1.0 | 2.5 | 4.3  |